# کرپین دیاتا
کرپین دیاتا (انگلیسی: Krépin Diatta؛ زادهٔ ۲۵ فوریهٔ ۱۹۹۹) بازیکن فوتبال اهل سنگال است.
از باشگاه‌هایی که در آن بازی کرده‌است می‌توان به باشگاه فوتبال کلوب بروژ اشاره کرد.
وی همچنین در تیم ملی فوتبال سنگال بازی کرده‌است.